# Podwilk
Podwilk (slovensky Podvlk. maďarsky Podvilk) je obec na polské Oravě, v gmině Jabłonka, v okrese Nowy Targ, který je součástí Malopolského vojvodství. Leží na řece Černá Orava. Přes obec vede evropská silnice E77. V obci se hovoří oravským nářečím.

## Části obce
Bosakowa, Kierpcowa, Kobiałkowa, Kozakowa, Kudzie, Kuligowa, Łapitowa, Madejowa, Majchrzakowa, Makuchowa, Marchewkowa, Marszałkowa, Ostrożowa, Pitowa, Psiarnia, Pytlowa, Sorce, Szczechurowa, Szyszkowa, Tułaczówka, Warżelowa, Więcierska, Zagroda, Zelowa, Ziemiaństwo

## Historie
Podwilk, původně nazývaný Orawka pod Wilkem nebo Wilczek, Orawka Wielka nebo Wielki Andrzejowski, byl založen v roce 1585. Konečný název obce vznikl podle jména prvního šoltysai obce Felixe Wilczkova.
Do roku 1918 byla obec součástí Uherska, poté byla součástí první československé republiky. Od roku 1920 do roku 1939 byla součástí druhé polské republiky. V letech 1939 až 1945 byla součástí Slovenska.